# شفيق الدراجي
شفيق حمودي الدراجي (1925 - 1987) هو ضابط عسكري عراقي رتبته لواء ركن، كان سنة 1963 ملحقاً عسكرياً في المغرب، حين كان مقدماً، ثم صار مدير الاستخبارات العسكرية في عهد الرئيسين عبد السلام عارف وعبد الرحمن عارف، وكان حينئذٍ معاونُه عبد الرزاق النايف وكلاهما من محافظة الأنبار، ذُكر أن شفيقاً الدراجي اشترك في ثورة 17 تموز 1968، وذُكرَ أنه تمارض قُبيلَ ثورة 17 تموز ليتمكن من السفر ويخلو منصبه لمعاونه عبد الرزاق النايف الذي مهّد للانقلاب، وأصبح شفيق أمين سر مجلس قيادة الثورة لحزب البعث بعد انقلاب 17 تموز 1968، حين كان صدام حسين نائب رئيس مجلس قيادة الثورة، قال شموئيل سيجف في كتابه المثلث الإيراني: الكتاب الأول: العلاقات السرية الإسرائيلية الإيرانية) «كلما كانت المساعدات تزداد للبرزاني كانت العراق تزداد قناعة بضرورة التوصل إلى تفاهم مع الأكراد لكنه في تلك الفترة نشأ صراع قوي بين عنصرين: نائب الرئيس صدام حسين الذي كان يسعى إلى فرض سيطرة على الجيش وبين الجنرال شفيق الدراجي رئيس المخابرات العراقية الذي كان يتمتع بتأييد الجيش ويؤيد الحل العسكري لمشكلة الأكراد وتفوّق صدام في هذا الصراع»، ثم أصبح رئيساً لديوان الرئاسة، ثم انتدبَ إلى جامعة الدول العربية ممثلاً عن العراق سنة 1976، وبعدئذٍ عُيّن شفيق سفيرا للعراق في السعودية فكان ذلك آخر مناصبه قبل أن يتقاعد، ينتسب شفيق إلى فخذ البو معروف من عشيرة البو دراج من السوامرة، وُلد في مدينة الرمادي، وأكمل دراسته الإعدادية فيها، تخرّج في الكلية العسكرية، وكلية الأركان، له ابنان، أحمد ومحمد، قال جهاد كرم في (كتابه بعثيون من العراق كما عرفتهم) «العقيد شفيق الدراجي عسکري محترف وسليل عائلة عريقة وميسورة، بهيّ الطلعة دائم التألق، أناقته لا تجاری وعندما تلقاهُ تحسب نفسك في حضرة مشاهير عارضي الأزياء الرجالية، انتقاهُ الرئيس» البكر«ليكون سكرتيره الخاص ومدير مكتبه، فأحسن الاختيار، كان قريبا من بعض الحزبيين في لبنان ومتفهماً، على الدوام، لمطالب السفراء أو الذين لهم علاقة بالقصر، كنت خلال سنوات الحصار، عندما أزور بغداد، أسعى للقائه والسؤال عنه. فيكون الجواب أنه معكتف ومريض»، توفي بسكتة قلبية.